# Armand Desmet
Armand Desmet (ur. 15 września 1941) – francuski judoka. Złoty medalista mistrzostw Europy w 1967, a także zdobył dwa medale w drużynie, w 1966 i 1967. Mistrz Francji w 1966 i 1967 roku.